# Germaine Delbat
Germaine Delbat, est une actrice française, née Germaine Fuster, le 26 mars 1904 à Courbevoie (Hauts-de-Seine) et morte le 24 avril 1988 dans le 10e arrondissement de Paris.

## Biographie
Germaine Delbat est née d'un père professeur et d'une mère directrice de l'École normale supérieure. Elle a suivi les cours de théâtre de Charles Dullin et René Simon. Un de ses rôles théâtraux les plus marquants est celui de la gouvernante Charlotte dans la pièce Oscar, de Claude Magnier, pièce jouée sans interruption de 1958 à 1972.
Elle a débuté au cinéma en 1949 dans le film Les Dieux du dimanche, de René Lucot. Moins sollicitée par le cinéma que par le théâtre, elle est néanmoins restée célèbre pour son rôle dans Le Fils, de Pierre Granier-Deferre, dans lequel elle joue la mère d'Yves Montand. À la télévision, elle est notamment apparue dans les séries Les Cinq Dernières Minutes, Vidocq, Les Enquêtes du commissaire Maigret, Les Fargeot. Son dernier film, Les Deux Crocodiles de Joël Séria, fut tourné un an avant sa mort, survenue en 1988.
Elle repose avec ses parents au cimetière de Bourron-Marlotte.

## Théâtre
- 1944 : Sodome et Gomorrhe de Jean Giraudoux, mise en scène Georges Douking, Théâtre Hébertot (ultimes représentations du rôle tenu par Edwige Feuillère)
- 1949 : Miss Mabel de R.C. Sherriff, mise en scène Jean Mercure, Théâtre Saint-Georges
- 1951 : Le Complexe de Philémon de Jean Bernard-Luc, mise en scène Christian-Gérard, Théâtre Montparnasse
- 1952 : On ne voit pas les cœurs d'André Chamson, mise en scène Christian-Gérard, Théâtre Charles de Rochefort
- 1953 : Les Hussards de Pierre-Aristide Bréal, mise en scène Jacques Fabbri, Théâtre des Noctambules
- 1954 : Les Quatre Vérités de Marcel Aymé, mise en scène André Barsacq, Théâtre de l'Atelier, Théâtre des Célestins
- 1954 : L'Ennemi de Julien Green, mise en scène Fernand Ledoux, Théâtre des Bouffes-Parisiens
- 1957 : Mademoiselle Fanny de Georgette Paul et Gabriel Arout d'après Pierre Veber, mise en scène Jean Mercure, Théâtre des Mathurins
- 1957 : Les Coréens de Michel Vinaver, mise en scène Jean-Marie Serreau, Théâtre de l'Alliance française
- 1957 : Le Pain blanc de Claude Spaak, mise en scène Yves Brainville, Théâtre du Vieux-Colombier
- 1957 : Regrets éternels de Constance Coline, mise en scène Raymond Gérôme, Théâtre de l'Œuvre
- 1958 : Oscar de Claude Magnier, mise en scène Jacques Mauclair, Théâtre des Bouffes-Parisiens, Théâtre de l'Athénée
- 1959 : Oscar de Claude Magnier, mise en scène Jacques Mauclair, tournée Karsenty, Théâtre des Célestins
- 1960 : Les Joies de la famille de Philippe Hériat, mise en scène Claude Sainval, Comédie des Champs-Élysées
- 1961 : L'Annonce faite à Marie de Paul Claudel, mise en scène Pierre Franck, Théâtre de l'Œuvre
- 1961 : Oscar de Claude Magnier, mise en scène Jacques Mauclair, Théâtre de la Porte-Saint-Martin
- 1962 : Oscar de Claude Magnier, mise en scène Jacques Mauclair, Théâtre en Rond
- 1963 : La Voyante d'André Roussin, mise en scène Jacques Mauclair, Théâtre de la Madeleine
- 1963 : La Dame aux camélias d'Alexandre Dumas, mise en scène Jean Leuvrais, Théâtre Sarah-Bernhardt
- 1967 : Le Cid de Corneille, mise en scène Pierre Valde, Théâtre de Colombes
- 1968 : L'étoile devient rouge de Sean O'Casey, mise en scène Pierre Valde, Théâtre de Colombes
- 1968 : La Facture de Françoise Dorin, mise en scène Jacques Charon, Théâtre du Palais-Royal
- 1971 : Oscar de Claude Magnier, mise en scène Pierre Mondy, Théâtre du Palais-Royal
- 1972 : Oscar de Claude Magnier, mise en scène Pierre Mondy, Théâtre du Palais-Royal
- 1982 : Chéri de Colette, Mise en scène : Jean-Laurent Cochet, Théâtre des Variétés
- 1983 : Les Exilés de James Joyce, mise en scène Jean Meyer, Théâtre des Célestins

## Filmographie

### Cinéma

#### Années 1940
- 1949 : Les Dieux du dimanche de René Lucot: Mme Lambert

#### Années 1950
- 1951 : L'Étrange Madame X de Jean Grémillon
- 1953 : La Dame aux camélias de Raymond Bernard : l'épouse du notaire
- 1953 : Week-end à quatre (A Day To Remember) de Ralph Thomas
- 1954 : Raspoutine de Georges Combret : la concierge
- 1955 : Lola Montès de Max Ophüls : l'hôtesse
- 1956 : Marie-Antoinette reine de France de Jean Delannoy
- 1956 : Toute la ville accuse de Claude Boissol
- 1956 : La Châtelaine du Liban de Richard Pottier : la secrétaire
- 1956 : Notre-Dame de Paris de Jean Delannoy
- 1956 : La Traversée de Paris de Claude Autant-Lara : une cliente du restaurant
- 1956 : Mitsou de Jacqueline Audry : l'infirmière
- 1957 : Que les hommes sont bêtes de Roger Richebé : Constance, la gouvernante de Roland
- 1957 : Fernand clochard de Pierre Chevalier
- 1958 : Le Septième Ciel de Raymond Bernard : Mlle Lindex
- 1958 : Chaque jour a son secret de Claude Boissol : la paysanne
- 1958 : En cas de malheur de Claude Autant-Lara : la dame au procès
- 1959 : La Marraine de Charley de Pierre Chevalier : la concierge
- 1959 : Katia de Robert Siodmak : une dame de la cour

#### Années 1960
- 1960 : La Vérité d'Henri-Georges Clouzot
- 1961 : Aimez-vous Brahms ? (Goodbye Again) d'Anatol Litvak
- 1961 : Fanny de Joshua Logan
- 1962 : Le Couteau dans la plaie d'Anatol Litvak
- 1962 : Gigot, le clochard de Belleville de Gene Kelly : Madame Greuze
- 1963 : Le Glaive et la Balance (1963) d'André Cayatte : la veuve Prévost
- 1964 : L'Enfer de Henri-Georges Clouzot : Mme Rudemont
- 1964 : French Dressing de Ken Russell
- 1965 : Le Journal d'une femme en blanc de Claude Autant-Lara : un docteur
- 1965 : Le Jour d'après (Up from the Beach) de Robert Parrish : Seamstress
- 1966 : Roger La Honte (Trappola per l'assassino) de Riccardo Freda : la servante de Larouette
- 1966 : Brigade antigangs de Bernard Borderie
- 1967 : Le Dimanche de la vie de Jean Herman : Mme Vertorel
- 1967 : Oscar d'Édouard Molinaro : Charlotte
- 1968 : Le Pacha de Georges Lautner : Mme Druber
- 1968 : La Prisonnière d'Henri-Georges Clouzot : la gérante

#### Années 1970
- 1970 : Dernier Domicile connu de José Giovanni : Madame Lenoir
- 1973 : Le Gang des otages d'Édouard Molinaro : Marraine
- 1973 : Le Fils de Pierre Granier-Deferre : la mère d'Ange
- 1973 : Prêtres interdits de Denys de La Patellière : Mme Rastaud, la mère de Jean
- 1974 : La Choisie de Gérard Mordillat : la mère (court métrage)
- 1977 : Bilitis de David Hamilton : la principale
- 1977 : Dernière sortie avant Roissy de Bernard Paul
- 1977 : Le Vieux Pays où Rimbaud est mort de Jean Pierre Lefebvre
- 1977 : Le mille-pattes fait des claquettes de Jean Girault
- 1978 : L'Hôtel de la plage de Michel Lang : Madame Léonce
- 1978 : Le Paradis des riches de Paul Barge : Lucile
- 1979 : Le Point douloureux de Marc Bourgeois: La femme téléphone
- 1979 : La Gueule de l'autre de Pierre Tchernia : Mme Perrin, mère

#### Années 1980
- 1980 : La Nuit de la mort de Raphaël Delpard et Richard Joffo : Emilia
- 1984 : Le Sang des autres de Claude Chabrol : Marie
- 1984 : Corsican Brothers (Cheech & Chong's The Corsican Brothers) de Tommy Chong : Knitting lady
- 1987 : Résidence surveillée de Frédéric Compain : Madame Glaise
- 1987 : Les Deux Crocodiles de Joël Séria : la mère d’Émile

### Télévision

#### Années 1950
- 1955 : Crime et Châtiment (téléfilm) : Mme Raskolnikov
- 1958 : Les Cinq Dernières Minutes, épisode Un sang d'encre  de Claude Loursais : Mme Bourgoin mère

#### Années 1960
- 1960 : Les Cinq Dernières Minutes, épisode Un poing final de Claude Loursais : la sœur infirmière
- 1961 : L'Exécution de Maurice Cazeneuve
- 1962 : L'inspecteur Leclerc enquête de Marcel Bluwal (série - épisode : Les Blousons gris) : Mme Ménard
- 1962 : Les Célibataires (téléfilm) : Mélanie
- 1963 : La caméra explore le temps : L'Affaire Calas (téléfilm) : Mme Calas
- 1966 : Le Trompette de la Bérésina de Jean-Paul Carrère
- 1967 : Ne fais pas ça Isabella de Gilbert Pineau
- 1967 : Vidocq de Marcel Bluwal : Sœur Opportune (divers épisodes)
- 1968 : Les Enquêtes du commissaire Maigret de Claude Barma, épisode : Le Chien jaune : Mme Michoux
- 1968 : Sarn de Claude Santelli : la meunière
- 1968 : Les Enquêtes du commissaire Maigret de Michel Drach, épisode : L'Inspecteur Cadavre : Mme Retailleau
- 1969 : La Librairie du soleil (de Diego Fabbri), téléfilm d'Edmond Tyborowski : Clara Normandi
- 1969 : Les Cinq Dernières Minutes, épisode Traitement de choc de Claude Loursais : Adrienne Merlereau

#### Années 1970
- 1971 : Vipère au poing de Pierre Cardinal : la grand-mère (téléfilm)
- 1971 : Crime et Châtiment : Mme Raskolnikov (téléfilm)
- 1971 : Les Cinq Dernières Minutes, épisode Les Yeux de la tête de Claude Loursais : Adrienne
- 1972 : La Mort d'un champion téléfilm d'Abder Isker : Paulette Redon
- 1972 : Les Misérables (feuilleton)
- 1972 : Les Évasions célèbres, épisode L'étrange trépas de Monsieur de la Pivardière : Madame Doublet
- 1973 : L'Éloignement de Jean-Pierre Desagnat (série)
- 1973 : Ton amour et ma jeunesse d'Alain Dhenault Mme Virieux
- 1973 : La Ligne de démarcation - épisode 3 : Alex : La Sœur
- 1974 : Un curé de choc (série)
- 1974 : Les Fargeot de Patrick Saglio
- 1974 : L'Accusée de Pierre Goutas
- 1975 : Au théâtre ce soir : La Nuit du 16 janvier d'Ayn Rand, mise en scène André Villiers, réalisation Pierre Sabbagh, Théâtre Édouard VII
- 1975 : Splendeurs et misères des courtisanes de Maurice Cazeneuve : une religieuse (feuilleton télévisé)
- 1976 : Qui j'ose aimer de Jean-Marie Coldefy
- 1976 : Première Neige de Claude Santelli
- 1976 : La Poupée sanglante de Marcel Cravenne (feuilleton télévisé)
- 1976 : Adios, mini-série réalisée par André Michel
- 1977 : Les Enquêtes du commissaire Maigret, épisode : Maigret et Monsieur Charles de Jean-Paul Sassy : Marie Jalon
- 1978 : Au théâtre ce soir : Le Bon Numéro d'Eduardo De Filippo, mise en scène Jacques Fabbri, réalisation Pierre Sabbagh, Théâtre Marigny
- 1978 : Madame le juge, épisode Le Dossier Françoise Muller d’Édouard Molinaro

#### Années 1980
- 1980 : Louis et Réjane : Murielle (téléfilm)
- 1981 : Le Boulanger de Suresnes de Jean-Jacques Goron (téléfilm)
- 1981 : Sans famille de Jacques Ertaud : grand-mère sur le bateau (série)
- 1982 : La Taupe (Smiley's People) : Madame La Pierre (feuilleton)
- 1982 : Les Enquêtes du commissaire Maigret, épisode Maigret et les Braves Gens de Jean-Jacques Goron : la vieille dame
- 1982 : bonnes gens de jean-pierre marchand (d'après le roman de louis costel) Azélie la servante
- 1983 : La Veuve rouge d'Édouard Molinaro : Mme Lerner
- 1984 : Les Enquêtes du commissaire Maigret, épisode La Patience de Maigret d'Alain Boudet : la vieille dame aux oiseaux
- 1984 : La bavure de Nicolas Ribowski
- 1984 : Des grives aux loups de Philippe Monnier, Léonie Vialhe (la grand-mère)
- 1984 : Irène et Fred, téléfilm de Roger Kahane : Mme Joliot
- 1988 : Les Cinq Dernières Minutes, épisode Les chérubins ne sont pas des anges de Jean-Pierre Desagnat
- 1986 : Médecins de nuit de Nicolas Ribowski, épisode : Nuit de Chine (série télévisée)